# Primaire européenne verte de 2013-2014
La primaire européenne verte est une élection primaire organisée par le Parti vert européen afin de désigner ses têtes de liste pour les élections européennes de 2014. Elle est ouverte à l'ensemble des habitants de l'Union européenne de plus de 16 ans et a lieu en ligne entre novembre 2013 et janvier 2014.

## Modalités du scrutin
Le scrutin organisé par le Parti vert européen a lieu du 10 novembre 2013 au 28 janvier 2014, sur un site web dédié. L'ensemble des personnes vivant en Union européenne et âgées de plus de seize ans peuvent s'inscrire pour voter.

## Candidats
Pour se présenter, les différents candidats doivent être nommés par un parti membre du Parti vert européen, et ensuite disposer du soutien de quatre à huit partis membres, la Fédération des jeunes verts européens comprise.
Les candidats ayant été nommés par un parti membre du Parti vert européen sont :
- le Français José Bové, nommé par son parti Europe Écologie Les Verts[3] ;
- l'Allemande Rebecca Harms, nommée par son parti Alliance 90 / Les Verts ;
- l'Allemande Ska Keller, membre de l'Alliance 90 / Les Verts, nommée par la Fédération des jeunes verts européens[4] ;
- l'Italienne Monica Frassoni, nommée par la Fédération des Verts.

A renoncé à se présenter :
- Reinhard Bütikofer, porte-parole du Parti vert européen.

## Résultats
Le 29 janvier 2014, les résultats donnent le tandem José Bové/Ska Keller vainqueur de ce scrutin en ligne, ayant mobilisé moins de 23 000 électeurs sur les 100 000 espérés.
| Candidat | Candidat        | Parti  | Voix   | %     |
| -------- | --------------- | ------ | ------ | ----- |
|          | Ska Keller      | FYEG   | 11 791 | 52,93 |
|          | José Bové       | EÉLV   | 11 726 | 52,64 |
|          | Rebecca Harms   | Grünen | 8 170  | 36,68 |
|          | Monica Frassoni | FdV    | 5 851  | 26,27 |